# Xiphocentron lobiferum
Xiphocentron lobiferum är en nattsländeart som beskrevs av Oliver S. Flint Jr. och Sykora 1993. Xiphocentron lobiferum ingår i släktet Xiphocentron och familjen Xiphocentronidae. Inga underarter finns listade i Catalogue of Life.